# De standvastige tinnen soldaat

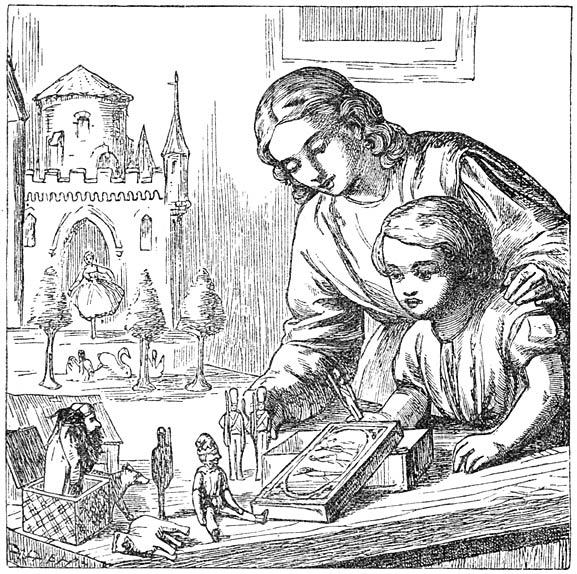
De standvastige tinnen soldaat

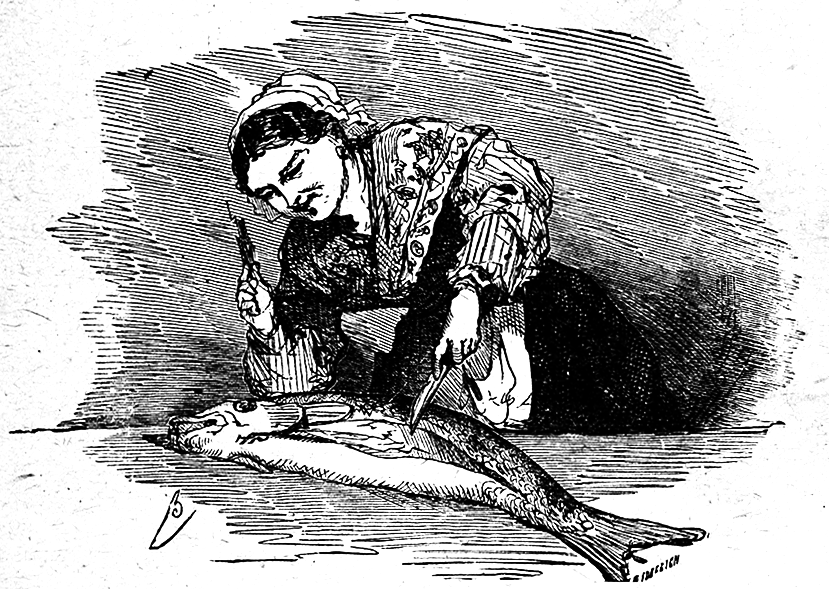
Het tinnen soldaatje wordt door een vis opgeslokt, maar belandt weer in de keuken

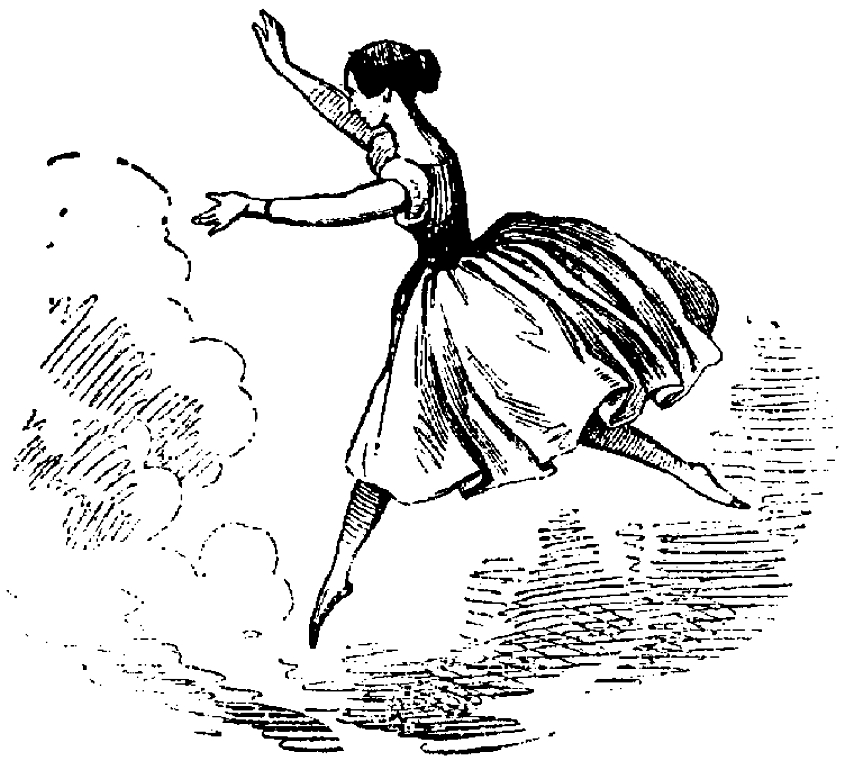
Illustratie door Vilhelm Petersen

De standvastige tinnen soldaat is een sprookje van de Deense schrijver Hans Christian Andersen, het verscheen in 1838.

## Samenvatting van het boek
De standvastige tinnen soldaat is een sprookje over levend speelgoed. Deze soldaat is een van de vijfentwintig identieke tinnen soldaatjes, die allemaal uit één oude tinnen lepel zijn gegoten en dus broers zijn. Hij is de enige die maar één been heeft, omdat hij als laatste werd gegoten en er niet genoeg tin meer was. Maar dat maakt hem niet minder dapper dan de anderen.
Een kleine jongen krijgt de soldaatjes cadeau op zijn verjaardag. Als hij 's nachts gaat slapen komt het speelgoed tot leven. Dan wordt de kleine soldaat verliefd op een uit papier geknipte speelgoeddanseres met een ster op haar sjerp. Ze heeft één been zo hoog opgetrokken dat het onherkenbaar is. De soldaat denkt dat ze maar één been heeft, net als hij, en denkt dat ze dus goed bij elkaar zouden passen. 's Nachts kijkt hij voortdurend naar de danseres, maar wordt door een kobold, een duveltje-uit-een-doosje gewaarschuwd zijn blikken in toom te houden, omdat hij blijkbaar zelf een oogje op haar heeft. De volgende ochtend valt hij uit het raam - misschien was het de wind, of de kobold die het raam dichtsloeg - en wordt gevonden door twee straatjongens die hem in een krantenbootje in de goot laten varen. Ondanks de wilde tocht blijft hij standvastig. Dan wordt hij aangehouden door een waterrat die zijn paspoort wil zien, maar hij weet te ontsnappen. Hij vaart het kanaal af, de boot vergaat en hij wordt opgeslokt door een vis.
Daarbinnen is het aardedonker, en de vis maakt de vreselijkste bewegingen, maar de tinnen soldaat blijft standvastig. Dan wordt het opeens rustig, en er slaat een bliksem door de vis, er valt licht naar binnen en een stem roept: 'De tinnen soldaat!' De vis was gevangen en op de markt verkocht - de standvastige tinnen soldaat is als door een wonder naar huis teruggekeerd. Hij wordt door de kokkin op tafel gezet: 'Wat er nu uit een vis gekomen is!' Daar ziet de soldaat eindelijk de standvastige danseres terug met haar ster, op haar ene been. Maar hij wordt zonder pardon en zonder reden door de jongen in de oven gegooid. Zeker het werk van de jaloerse kobold? In de hete oven staat hij, aan alle kanten belicht, en hij voelt een vreselijke hitte, maar of die van het echte vuur komt of van liefde, dat wist hij niet. Hij kijkt naar het kleine danseresje, zij kijkt naar hem, en hij voelt zichzelf wegsmelten, maar hij staat nog steeds standvastig met het geweer in de arm. Toen ging er ergens een deur open, de tocht vangt de danseres op en ze vliegt als een luchtnimf regelrecht de tegelkachel in bij de tinnen soldaat, laait op in het vuur en is weg. Toen smolt de tinnen soldaat tot een brok, en toen het meisje de volgende dag de as eruit haalde, vond ze hem als een klein tinnen hartje; maar van de danseres was alleen de ster overgebleven, gitzwart verbrand.

## Andere versie
Omdat het verhaal niet echt een kindersprookje werd gevonden, werden er verschillende andere versies geschreven waarin de soldaat en de danseres toch het geluk vinden en ze nog lang en gelukkig leefden. Deze werden voor de verfilmingen van het sprookje gebruikt.